# Anna Kolesárová
Anna Kolesárová (ur. 14 lipca 1928 w Vysoká nad Uhom, zm. 22 listopada 1944 tamże) – słowacka męczennica, dziewica oraz błogosławiona Kościoła katolickiego.
Urodziła się jako najmłodsze dziecko religijnej rodziny. W wieku 10 lat przyjęła I komunię i sakrament bierzmowania. 4 lata później straciła matkę i przejęła po niej obowiązki prowadzenia gospodarstwa domowego. Była osobą głębokiej wiary, uczęszczała na msze i korzystała z sakramentów, modliła się na różańcu.
22 listopada 1944, broniąc się przed gwałtem, została zastrzelona przez sowieckiego żołnierza z oddziałów, które odbiły miasto z rąk Niemców. Jej pogrzeb odbył się tego samego dnia na pobliskim cmentarzu bez udziału kapłana. Tydzień później miejscowy proboszcz odprawił za nią mszę pogrzebową.
Jej życie i męczeńska śmierć przypominają losy polskiej błogosławionej Karoliny Kózkówny (1898–1914). Ona również zginęła z ręki żołnierza rosyjskiego w czasie wojny, stawiając opór przed gwałtem, mając nieco ponad 16 lat.
W 2004 rozpoczął się jej proces beatyfikacyjny. W 2018 papież Franciszek podpisał dekret uznający jej męczeństwo. Uroczysta jej beatyfikacja odbyła się 1 września na stadionie TJ w słowackich Koszycach pod przewodnictwem nowego prefekta Kongregacji Spraw Kanonizacyjnych kard. Giovanni Angelo Becciu.